# 田寧
田宁（1977年9月8日—），中国企业家。盘石创始人、董事长兼CEO，目前还担任中国移动通信联合会副会长、浙江省政协委员，浙江省工商联副会长等职务。